# Ignacio Piatti
Ignacio Piatti (General Baldissera, 4 februari 1985) is een Argentijns betaald voetballer die bij voorkeur op het middenveld speelt. In 2014 tekende hij een contract bij Montreal Impact uit de Major League Soccer.

## Clubcarrière
Piatti heeft overwegend bij clubs in Argentinië gespeeld. In 2006 speelde hij een korte periode bij het Franse Saint-Étienne. Op 17 augustus 2012 verkocht Lecce Piatti voor 1 miljoen euro aan San Lorenzo. Daar maakte hij tegen CA Colón zijn debuut en werd hij uitgeroepen tot man van de wedstrijd. Op 10 april 2014 maakte hij in de Copa Libertadores de 2-0 in een met 3-0 gewonnen wedstrijd tegen Botafogo FR.
Op 2 juli 2014 tekende Piatti bij het Canadese Montreal Impact. Hij bleef echter bij San Lorenzo tot het einde van de Copa Libertadores. Op 13 augustus sloot hij zich aan bij Montreal. Drie dagen later maakte hij tegen Chicago Fire zijn debuut. Op 31 augustus maakte hij tegen Columbus Crew zijn eerste MLS-doelpunt. Ondanks dat hij pas aan het einde van het seizoen arriveerde bij Montreal was hij wel direct van grote waarde. In zes competitiewedstrijden maakte hij vier doelpunten en gaf hij één assist.